# Алфа ТВ (Гърция)
Алфа ТВ е гръцки телевизионен канал и е един от най-големите ТВ канали в Гърция. Каналът включва комбинация от гръцки и чуждестранни предавания. Студиата им се намират в Кифисия и Палини.

## История
- 1993 : Skai TV стартира, за да се конкурира с Mega и ANT1. Каналът започва излъчване със силен акцент върху новини и спорτ. По това време сестринската им радиостанция Skai 100.4 бе най-високо класираната в Атина,  .

- 1994 : Skai TV започва да обменя семейни и детски програми от Star Channel с детските програми на Alpha.
- 1999 : Skai TV е продаден, преименуван на Alpha Sky, по-късно A-Sky (по време на преходен период). Последно е преименуван в месец септември на Alpha TV.
- 2002 : Alpha TV започва излъчване на своята международна мрежа, наречена Alpha Australia, и се регистрира с UBI World TV, за да я направи достъпна извън Австралия, както и в Азия и Африка.
- 2007 : Alpha TV започва излъчване на канала Alpha Sat в Северна Америка на DirecTV .
- 2008 : Alpha Australia дебютира в Нова Зеландия чрез UBI World TV. Alpha TV & Alpha Radio са продадени на RTL Group, които контролират голям дял в компанията.
- 2012 : RTL Group продава своя дял на Димитрис Контоминас, давайки му пълен контрол над канала.
- 2016 : На 4 април Алфа ТВ започва излъчване в Кипър под формата на нов канал, кой е наречен Alpha TV Cyprus.

През септември 1999 г. каналът е прекръстен на Alpha-Sky, преди да бъде променен на сегашното си име през октомври същата година. Логото бе запазено въпреки промените в името на канала.
През 2006 г. логото бе променено на буквата Алфа, която е първа по ред в гръцката азбука, за да отрази популярността си. През 2005 г. е представена нова версия на емблемата, която е оцветена в червено.
През декември 2008 г. Димитрис Контоминас продаде голям дял (66,6%) от Алфа ТВ на люксембургската медийна компания RTL Group. Контоминас продължава да участва в Alpha, тъй като притежавал 33,4% и е назначен за директор на новата холдингова компания, наречена Alpha Media Group.
През март 2009 г. компанията направи значителни промени в новинарската си програма. Следобедната новинарска емисия е намалена на 15 минути и се излъчва в 13:00 часа. Централната емисия новини също се премества в 19:00.
На 5 януари 2012 г. RTL Group обявиха, че са постигнали споразумение да продадат своя дял на собственикът, който имал малко дял от компанията Димитрис Контоминас, което го прави отново пълен собственик на канала. Сделката бе финализирана в края на първото тримесечие на 2012 г.  
През лятото на 2018 г. някои от предаванията Алфа се преместват в конкурентния канал Star Channel и на 30 октомври бе обявено закупуването на 50,1% от неговите акции от групата Vardinogiannis, която по-късно придоби останалите акции.  
В средата на 2022 г. Primos Media, собственост на инвестиционна група в Люксембург, придобива половин процент от акциите на Алфа, като другата половина и управлението остават на Vardinogiannis Груп.

## Сегашни предавания

### Токшоута
- Happy Day (2014 г. - днес)
- Супер Катерина (2021-днес)
- TLive (2020-днес)

### Предавания
- Сделка или не (2016-днес)

### Сапунени опери
- Οικογενειακες Ιστοριες (семейни проблеми) (2010 г.-днес)
- Μην αρχίζεις τη μουρμούρα (Дрязги) (2013-днес)
- Ασε μας ρε μαμα (остави ни, мамо!) (2021-днес)

## Бивши предавания

### Сапунени опери
- Αστερια στην αμμο (звезди в пясъка) (2019–2020)
- Ελα στη θέση μου (ела у нас) (2016–2021)
- (2016–2017)
- Kato apo tin Akropoli (2001–2003)

### Предавания
- Разделен (2019–2020)
- Pano Kato (2019–2020)
- Nota Mia (2017–2018)
- Slam (2017–2018)
- Ready Steady Cook (2017)
- Akou ti eipan! (2013–2016)
- Fatus Olous (2008–2010)
- To pio megalo pazari (2006–2007)
- Poios thelei na ginei ekatommyriouhos? (2006)
- Diplo Paihnidi (2004–2005)

### Токшоута
- Style me up (2021–2022)
- Pop Up (2020–2021)
- Ora gia Meleti (2020)
- Mi Masas (2020)
- Adelina xtypa to koudouni (2020)
- Menoume Alpha (2020)
- Ektos Grammis ston Alpha (2019–2020)
- Alpha Pantou (2018–2021)
- Ti Leei? (2018–2019)
- Alpha Reportage (2017–2019)
- To kalytero zevgari (2017)
- Eurodata (2017)
- Xanadeste tous (2016–2017)
- Logo Tivis (2015–2016)
- Ola Paizoun (2014–2015)
- Kairos sto para deka (2014–2015)
- Proino Reportage (2014–2015)
- Kalokairi Pantou (2014)
- Shop TV (2013–2017)
- Eleni (2011–2020)
- Deste tous! (2009–2014)
- Kati Psinete (2009–2017)
- Pano stin ora (2009–2011)
- Siga min katso na skaso (2008–2009)
- Ti paizei simera (2007–2008)
- Alithies kai Psemata (2007)
- Kous Kous to mesimeri (2005–2011)
- Kafes me tin Eleni (2005–2011)
- Apo Kardias (2005–2006)
- Mageirevontas me ti Vefa (2005–2006)
- Kalimera sas (2004–2009)
- Proino Kous Kous (2004–2005)
- Me tin kali ennoia vevaia (2004)
- Kainourgia Mera (2002–2006)
- Boro (2001–2004)
- Kalos tous / 11 kai kati (2001–2004)
- Kainourgia Imera (2000–2001)
- Apo to Alpha os to omega (1999–2000)

## Алфа ТВ Кипър
Алфа ТВ Кипър е основана през 2015 г. През април 2016 г., започва своето излъчване. Каналът предава на цялата територия на Кипър (вкл. Северно-кипърска турска република). Кипърската адаптация на канала излъчва програми от Алфа Гърция и нови собствени продукции. Сега Alpha Кипър е един от най-високо оценените канали в Кипър с 13,5% дял. 

## Алфа САТ
Alpha Sat е международна адаптация гръцкия канал. Излъчва програмата си в Азия, Африка, Австралия, Нова Зеландия и Северна Америка . Alpha Sat стартира излъчване в Австралия на май 2002 г. и през юни 2008 г. в Нова Зеландия. През юни 2012 г. UBI World TV преустанови дейността си.
В Северна Америка Алфа САТ стартира през май 2007 г., а в Съединените щати на платформата DirecTV . На 1 януари 2011 г. Alpha Sat се мести в конкурентната сателитна платформа на DirecTV - Dish Network .
На 14 май 2013 г. бе официално одобрен и добавен от CRTC списък с чуждестранни услуги, което позволи на канала да настъпи на канадския пазар. Odyssey, който спонсорира заявлението за включване на канала в одобрения списък, е официален канадски дистрибутор на канала.  Алфа САТ стартира излъчване официално в Канада на 30 юли 2013 г. чрез операторите Rogers Cable, Vidéotron, Bell Satellite TV и Bell Fibe TV .

## Репортери
- Димос Верикиос
- Антонис Сройтер
- Никос Манесис

## Външни връзки
- Официален сайт (на гръцки език)
- Alpha Sat (на гръцки език)